# Чуфрида, Мария Михайловна
Мария Михайловна Чуфрида (1924—2003) — доярка колхоза имени XX съезда Вижницкого района Черновицкой области Украинской ССР, Герой Социалистического Труда (1976).

## Биография
Родилась 13 марта 1924 года в селе Лопушно сейчас — Вижницкого района Черновицкой области (Украина) в многодетной крестьянской семье.
Окончила четыре класса школы в родном селе. После организации в селе колхоза работала звеньевой полеводческой бригады, за эту работу получила первый орден.
Работала дояркой, получая большие надои с каждой закрепленной за ней коровой, первой в районе получила больше 5000 кг молока от каждой коровы. В девятой пятилетке (1970—1975) довела надои до 7000 кг на корову.
Указом Президиума Верховного Совета СССР от 10 марта 1976 года за выдающиеся успехи, достигнутые во Всесоюзном социалистическом соревновании, и проявленную трудовую доблесть в выполнении заданий девятой пятилетки и принятых обязательств по увеличению производства и продажи государству продуктов земледелия и животноводства Чуфриде Марие Михайловне присвоено звание Героя Социалистического Труда с вручением ордена Ленина и золотой медали «Серп и Молот».
Делегат съезда работников сельского хозяйства УССР.
Умерла 29 октября 2003 года.

## Награды
- Герой Социалистического Труда (1976)
- 2 ордена Ленина (1971, 1976)
- Орден Трудового Красного Знамени (1958)
- медали